# وزارت اطلاعات و جهانگردی
وزارت اطلاعات و جهانگردی، یکی از وزارتخانه‌های دولت ایران بود که طبق «قانون تأسیس وزارت اطلاعات و جهانگردی»، «به منظور نظارت و هدایت امور مربوط به وسائل ارتباطات جمعی در جهت تأمین مصالح ملی و شناساندن بیشتر پیشرفت‌ها و تحولات و تمدن کشور به جهانیان، اشاعه و تحکیم مبانی ارزش های ملی در شئون سیاسی، اقتصادی، اجتماعی و فرهنگی، بالا بردن سطح دانش و بینش عمومی و آماده‌سازی جامعه ایرانی برای قبول مسئولیتهای فردی و جمعی بیشتر و نیز توسعه صنعت جهانگردی»  فعالیت می‌کرد.

## تاریخچه تاسیس
پیش از این در ۱۱ تیر ۱۳۲۲، اداره کل انتشارات و تبلیغات برای انجام امور تبلیغاتی ایجاد شده بود.‌
در سال ۱۳۴۰، شورای عالی جهانگردی در اداره امور جهانگردی وزارت کشور تاسیس شد. پس از آن در ۲۷ اسفند ۱۳۴۲ «سازمان جلب سیاحان» شکل گرفت و بعد از آن در سال ۱۳۵۳ «وزارت اطلاعات و جهانگردی» نام جدید خود را گرفت. سرانجام با ادغام دو وزارتخانه‌ی «اطلاعات و جهانگردی» و «فرهنگ و هنر» در سال ۱۳۵۷ وزارت ارشاد اسلامی شکل گرفت.‌ طبق سند تصویب این قانون مربوط به سال ۱۳۵۳، هدف از تاسیس این وزارت‌خانه،‌ «نظارت و هدایت امور مربوط به وسائل ارتباطات جمعی در جهت تامین مصالح ملی و شناساندن بیشتر پیشرفتها و تحولات و تمدن کشور به جهانیان و اشاعه و تحکیم مبانی ارزشهای ملی در شئون سیاسی ، اقتصادی اجتماعی و فرهنگی و بالا بردن سطح دانش و بینش عمومی و آماده سازی جامعه ایرانی برای قبول مسئولیتهای فردی و جمعی بیشتر و نیز توسعه صنعت جهانگردی وزارت اطلاعات و جهانگردی» عنوان شده. در ۷ خرداد ۱۳۵۸ نام وزارت اطلاعات و جهانگردی به وزارت ارشاد ملی تغییر یافت.

## سازمان‌های وابسته به وزارت اطلاعات و جهانگردی
- سازمان رادیو تلویزیون ملی ایران[۴]
- شرکت سهامی چاپخانه وزارت اطلاعات و جهانگردی
- سازمان خبرگزاری پارس
- مدرسه عالی خدمات جهانگردی و اطلاعات
- شرکت سهامی گشتها
- شرکت سهامی تاسیسات جهانگردی
- شرکت سهامی مرکز خانه‌های ایران
- سازمان مراکز جهانگردی برای ورزشهای زمستانی

## فهرست وزیران
1. نصرت‌الله معینیان
2. سرلشکر حسن پاکروان
3. هوشنگ انصاری
4. جواد منصور
5. محمد سام
6. حمید رهنما
7. غلامرضا کیانپور
8. کریم‌پاشا بهادری
9. داریوش همایون
10. محمدرضا عاملی تهرانی
11. سپهبد ابوالحسن سعادتمند

- سیروس آموزگار (سرپرست)